# Servius Cornelius Merenda
Servius Cornelius Merenda war ein römischer Senator, Politiker und Militär.
Servius Cornelius Merenda war 275 v. Chr. bei den Kämpfen um Caudium beteiligt und zeichnete sich in diesen aus. Ein Jahr darauf bekleidete er neben Manius Curius Dentatus das Konsulat.